# Hamed Abdel-Samad
Hamed Abdel-Samad (født 1972 nær Giza) er en tysk-ægyptisk politisk videnskabsmand og debattør. Han har skrevet biografien Mein Abschied vom Himmel: Aus dem Leben eines Muslims in Deutschland.